# Fundulopanchax amieti
El pez-almirante de Amiet es la especie Fundulopanchax amieti, peces de agua dulce de la familia de los aplocheílidos en el orden de los ciprinodontiformes.

## Morfología
Esta especie es fácilmente reconocible por su característico bandeado amarillo, alcanza los 7 a 9 cm en machos mientras que las hembras miden 6 a 7 cm, presentan in acusado dimorfismo sexual, siendo los machos más coloridos, mientras que las hembras son de color marrón con algunos puntos irregularmente distribuidos en color rojo.

## Distribución geográfica
Se encuentran en África: ríos de la cuenca oeste de Camerún.